# پایپ‌لاین گرافیک

بتتیحینی

در گرافیک سه‌بعدی رایانه‌ای پایپ لاین گرافیک (به انگلیسی: graphics pipeline یا rendering pipeline) به سلسله‌ای از مراحل که برای ساختن صفحات ۲بعدی و برای نمایان کردن صحنه‌های ۳ بعدی استفاده می‌شود گویند. به زبان ساده وقتی یک نگاره ۳بعدی مانند تصاویری از یک بازی رایانه‌ای در رایانه ایجاد می‌گردد، پایپ لاین گرافیک به مجموعه پردازش‌هایی که این تصویر را بر نمایشگر قابل دیدن می‌سازد گویند.